# 立德粉色
立德粉色又稱為鋅鋇白色是一種顏色，是一種灰色系系的顏色，是中国传统色彩之一，其為立德粉顏料的顏色。常作為服饰、装饰用品的颜色之用。
立德粉色非常接近白色，但它並非是純白色，因為立德粉不是黑體。其顏色已經不是RGB顏色系統可以表示的顏色了，使用RGB顏色系統表示立德粉色將會與白色相同RGB=(255,255,255)。
由於此特性，立德粉色經常被當作白色使用。